# Cornelio Nepote
Cornelio Nepote (en latín: Cornelius Nepos; n. Galia Cisalpina, c. 100 a. C.-¿Roma?, c. 25 a. C.) fue un biógrafo e historiador romano.

## Biografía
Se conoce poco de la biografía de Cornelio Nepote; se ignora su praenomen (primer nombre), así como sus fechas exactas de nacimiento y muerte. En cuanto a su cuna, se sabe que era originario de la Galia Cisalpina. Algunas fuentes citan la ciudad de Hostilia, no lejos de Verona; otros afirman que probablemente fue Ticinum, la actual Pavía. Plinio el Viejo refiere que murió en el reinado de Augusto. Sin duda alguna era traspadano, como su amigo Catulo, quien le dedicó su libro de poemas; también estaban en su círculo de amistades Cicerón y Tito Pomponio Ático.
Libre de preocupaciones económicas, ya que pertenecía a una familia de rango ecuestre, renunció a hacer carrera política, por lo que no desempeñó ningún cargo público, sino que se entregó a su afición literaria.

## Obra
- Su obra principal es De viris illustribus, (Sobre los hombres ilustres), y constaba por lo menos de 16 libros de biografías sobre reyes extranjeros y romanos, generales, oradores, jurisconsultos, filósofos, historiadores, poetas y gramáticos, de los que sólo se ha conservado el tercero, De excellentibus ducibus exterarum gentium ("Sobre los más destacados generales de los pueblos extranjeros"), que contiene la vida de 21 generales griegos más la de Aníbal, Amílcar y Datames. Destaca en esa obra la vida de Aníbal, al que describe en términos muy elogiosos, a pesar de haber sido uno de los enemigos ancestrales de Roma. Las otras biografías corresponden a Milcíades, Temístocles, Arístides, Pausanias, Cimón de Atenas, Lisandro, Cabrias, Alcibíades, Trasíbulo, Conón, Dion de Siracusa, Ifícrates, Timoteo de Anaflistos, Epaminondas, Pelópidas, Agesilao II, Eumenes de Cardia, Foción y Timoleón de Siracusa. Se conservan fragmentos de otros siete libros, en especial uno muy extenso del decimocuarto, que contiene las vidas de Catón y de Ático. Ese procedimiento de emparejar extranjeros y romanos influyó en Plutarco y en su obra Vidas paralelas, donde las figuras emparejadas son griegos y romanos. Las biografías de Nepote incorporan algunas novedades, como por ejemplo incluir a un personaje vivo, como Ático, o incluir a personajes políticos. La estructura de estas biografías es muy libre, y oscila entre dos modelos: la biografía alejandrina, fundada en el esbozo de los hechos externos del personaje y una caracterización fundada en anécdotas, y la biografía peripatética, más artística, a la manera de Plutarco. Según él mismo, sus fuentes habrían sido, especialmente:
  - La Historia de la guerra del Peloponeso de Tucídides.
  - Las Helénicas y las Filípicas de Teopompo.
  - La Historia de los persas de Dinón.
  - La Historia de Sicilia de Timeo de Tauromenio.
  - La Historia universal de Polibio.
  - La Historia de Aníbal por Sosilo el Lacedemonio y otras historias de Aníbal por Sileno o por Sulpicio Blitho, así como los Anales de Ático.

- De historicis Latinis (Sobre los historiadores latinos), obra de la que se conservan dos biografías, las de Catón el Joven y la de su amigo Ático.

- Exempla (Actos ejemplares), una recopilación de anécdotas en cinco libros ordenadas por argumentos y actualmente perdida, que constituía un género literario nuevo para Roma.

- Chronica, una historia general en tres libros que tampoco ha llegado a la actualidad y que refería sincrónicamente los principales acontecimientos de las historias griega y romana.

- Vita Ciceronis

- Epistolae ad Ciceronem

- Aemilii Probi de Vita excellentium

Nepote tiene el mérito de haber introducido en la literatura latina el género biográfico. Además se ocupa de personajes y hechos ajenos al mundo romano, lo que también es novedoso. Su estilo es pobre en recursos, pero claro y sencillo.

## Estilo y lengua
El estilo de Nepote es breve y claro; posee una sobriedad aticista y se mueve dentro del genus tenue, que le da a su palabra un tono distendido. En cuanto a la lengua, es clásica, aunque no de una pureza absoluta:
- Como autor no excesivamente preocupado por el estilo, se ve influido por la lengua coloquial.
- Se infiltran bastantes arcaísmos, que sorprenden en un autor contemporáneo de Julio César y de Marco Tulio Cicerón.

## Ediciones antiguas
Las ediciones más estimadas, según una fuente decimonónica, el Diccionario de Bouillet, son:
- La editio princeps, Venecia, 1471;
- La de Johannes Andreas Bosius, 1806;
- La de Karl Ludwig Roth, 1841;
- La de Alfred Monginot, 1868.